# 日の丸アワー
日の丸アワー（ひのまるアワー）は、1943年12月から1945年8月14日まで、日本放送協会の国際放送「ラジオ東京」にて、「対米謀略放送」として放送されたアメリカ軍捕虜によるラジオ番組。 

## 概要
旧陸軍参謀本部駿河台分室（文化学院を接収）に収容のアメリカ軍捕虜による大本営発表やラジオ劇が放送された。後には大森捕虜収容所の捕虜も放送に参加した。
放送の中で、アメリカ軍の兵士は時として符牒（隠語）やヒントを織り交ぜ、その結果として、捕虜施設のある御茶ノ水駅界隈が空襲を免れたりした。
1995年に『終戦50周年特別企画「こちら捕虜放送局」』としてTBS系列でドラマが放送されている。

## 文献
- 池田徳真『日の丸アワー - 対米謀略放送物語』中央公論社〈中公新書〉、1979年